# Satureja montana
La santoreggia montana (nome scientifico Satureja montana L., 1753) è una pianta perenne aromatica appartenente alla famiglia delle Lamiaceae.

## Etimologia
L'etimologia del nome del genere (Satureja) è incerta. Linneo ricavò il nome da un'antica parola romana, la cui radice latina "satura" significa "sazio", in riferimento alle supposte proprietà digestive dei succhi delle piante di questo genere. Un'altra etimologia farebbe derivare il nome da "salsa", "intingolo" per indicare le proprietà aromatizzanti di questa pianta in cucina. Altri fanno riferimento ad un nome latino per il "salato delle erbe", noto agli antichi e raccomandato da Virgilio come albero eccellente da piantare vicino agli alveari. Altri ancora fanno derivare da "satureia, satureiorumin", parola usata da Plinio, scrittore, ammiraglio e naturalista romano, per un'erba ad uso culinario (probabilmente derivata dall'arabo "sattur"). L'epiteto specifico (montana) significa appunto "montana, dei monti".
Il nome scientifico della specie è stato definito da Carl von Linné, più noto come Linneo (1707 – 1778), biologo e scrittore svedese considerato il padre della moderna classificazione scientifica degli organismi viventi, nella pubblicazione "Species Plantarum - 2: 568. 1753" del 1753.

## Descrizione

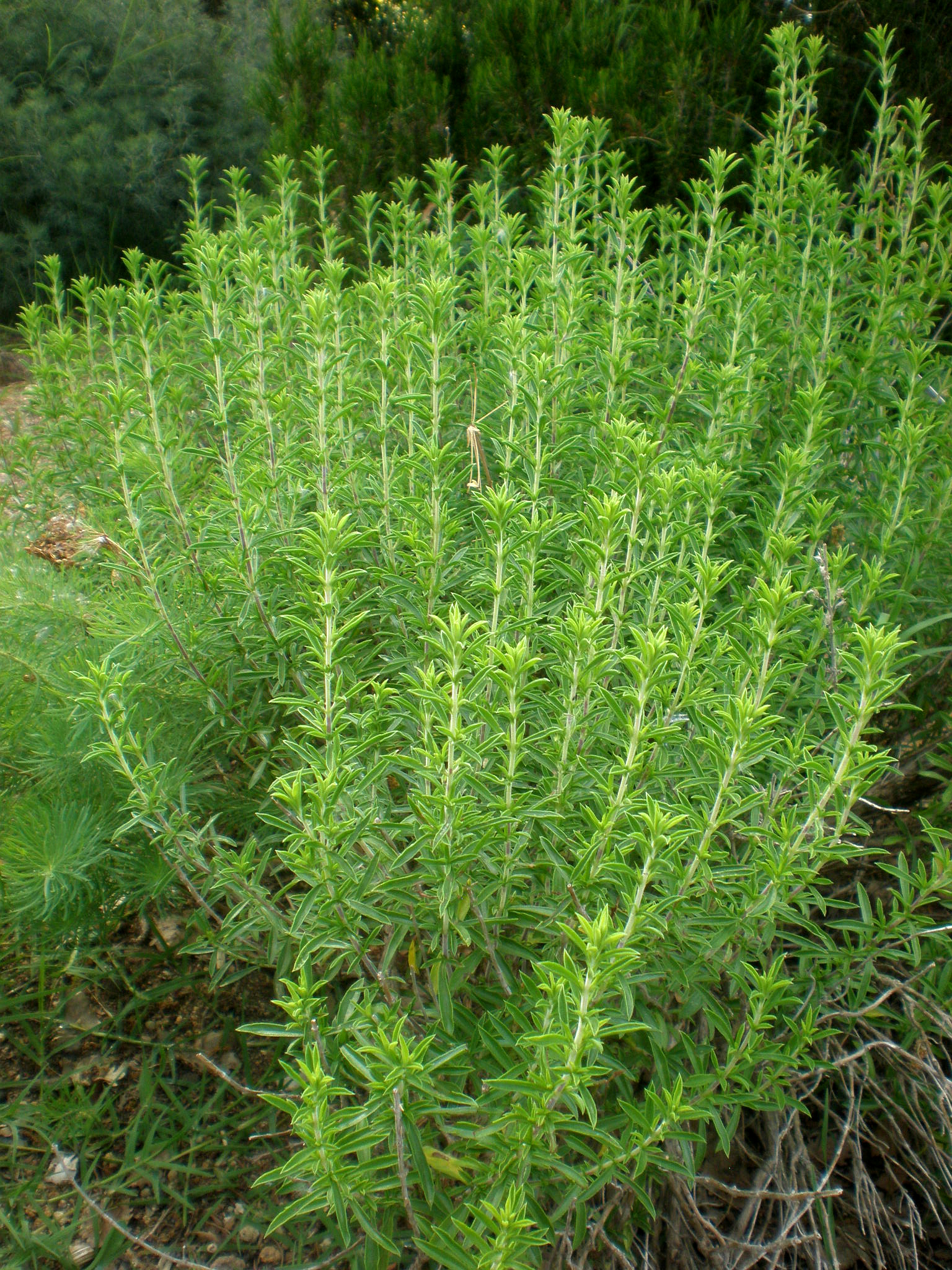
Il portamento

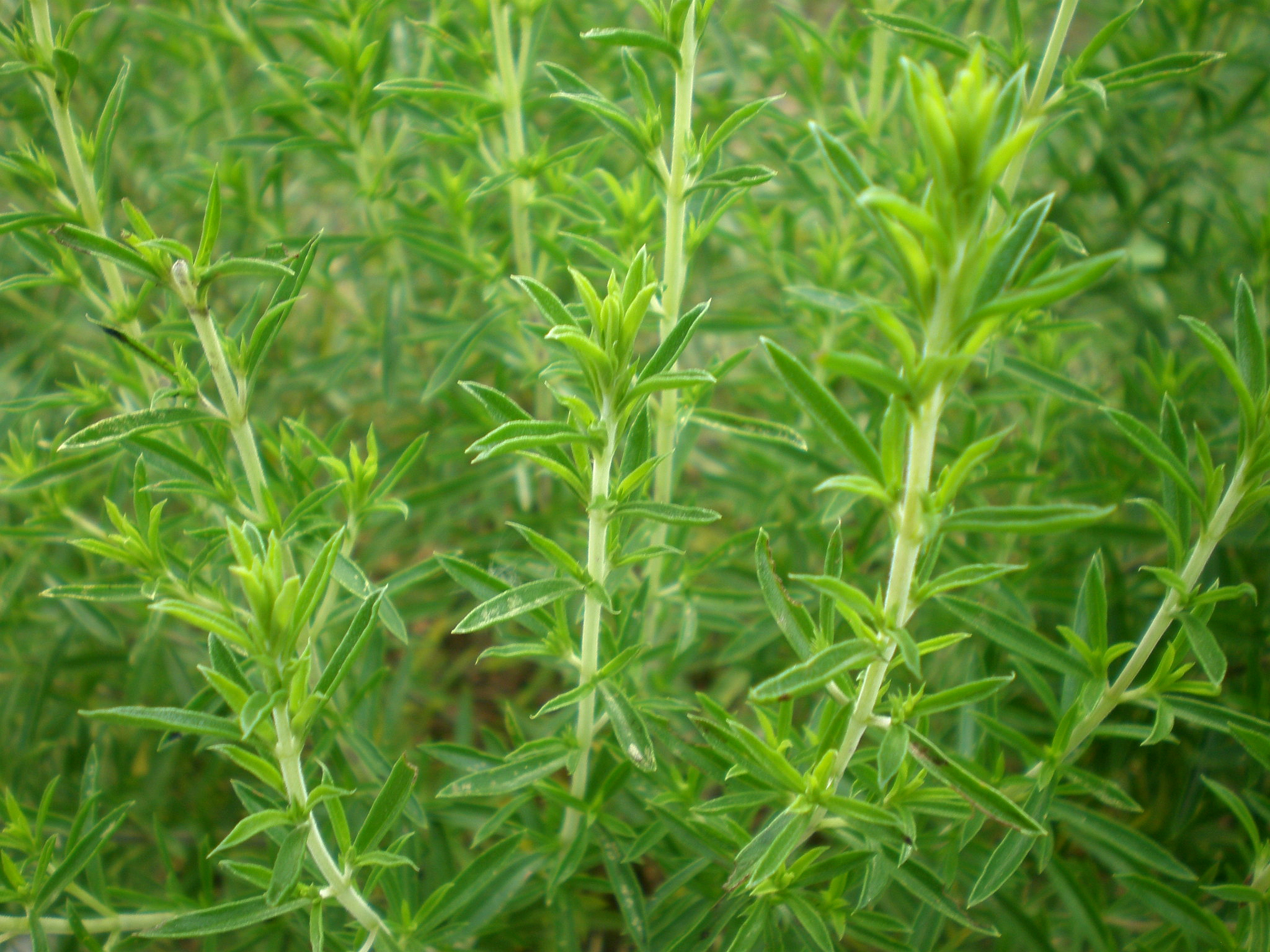
Le foglie

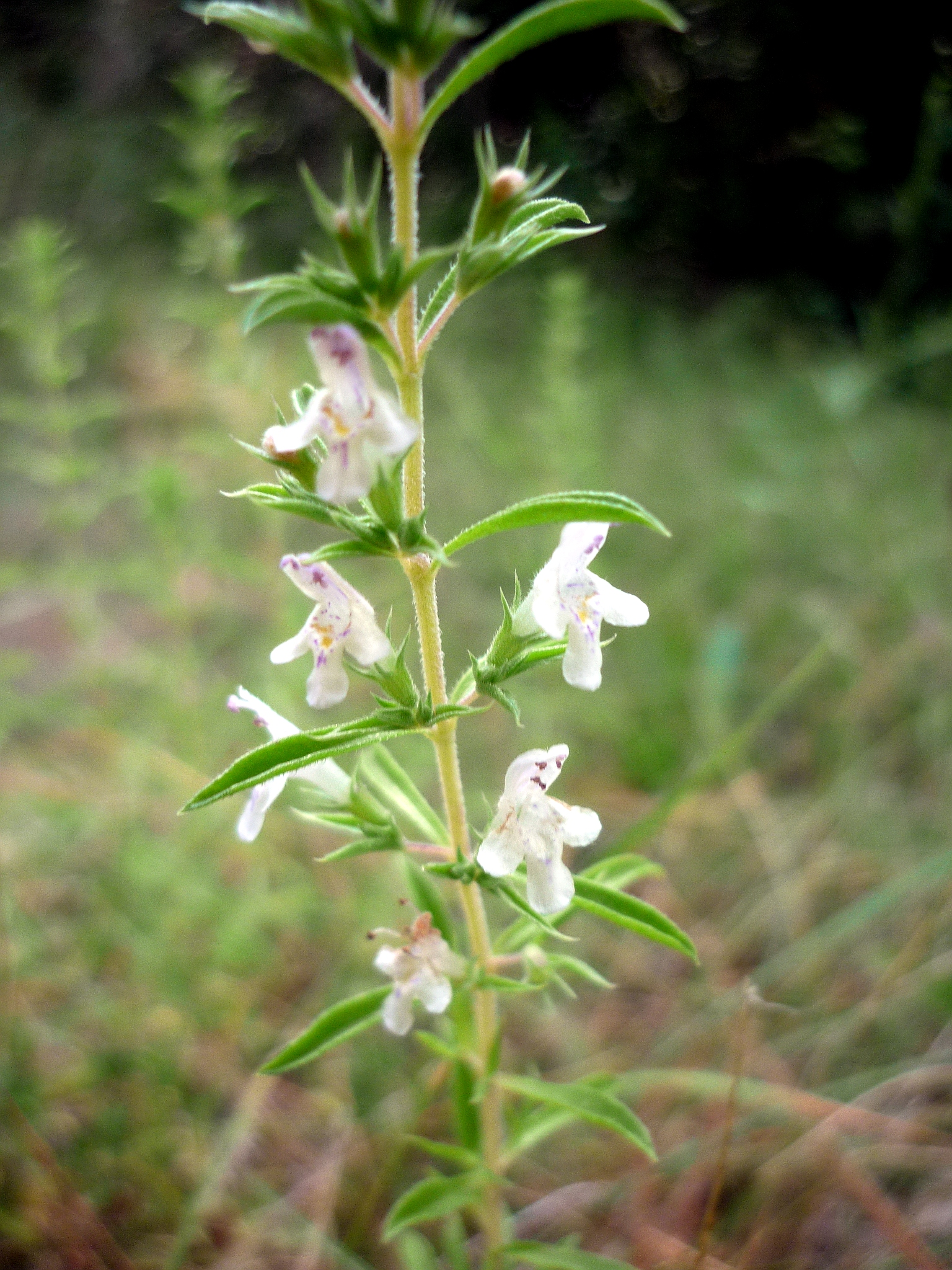
Infiorescenza

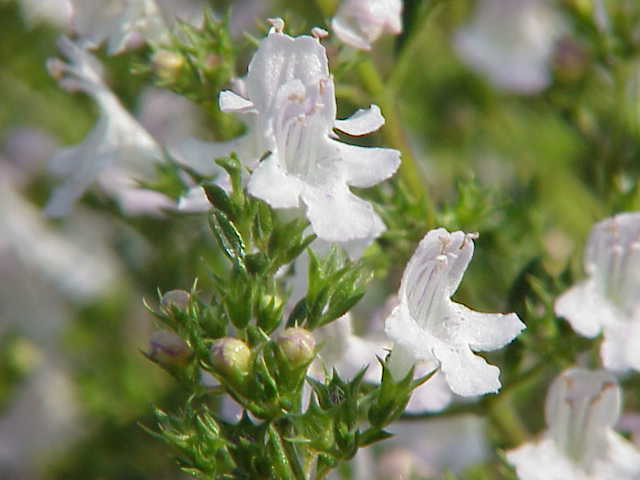
I fiori

La santoreggia è un piccolo arbusto latifoglie,  che arriva a un'altezza di 20 - 50 cm. La forma biologica è camefita suffruticosa (Ch suffr), che identifica piante perenni e legnose alla base, con gemme svernanti poste ad un'altezza dal suolo tra i 2 ed i 30 cm (le porzioni erbacee seccano annualmente e rimangono in vita soltanto le parti legnose). Le piante si presentano con un odore aromatico.

### Radici
Le radici sono secondarie da rizoma.

### Fusto
La parte aerea del fusto è eretta, legnosa alla base e pubescente tutto intorno. Si presenta inoltre sub-tetragona, con una sezione quadrangolare a causa della presenza di fasci di collenchima posti nei quattro vertici.

### Foglie
Le foglie, sessili, lungo il fusto sono disposte in modo opposto (in genere a 2 a 2) e ogni coppia successiva è disposta ad angolo retto rispetto alla sottostante. Alle ascelle delle foglie è presente un fascetto di 2 - 8 foglie più piccole. La forma delle foglie è lineare-lanceolata. I margini sono setolosi (specialmente alla base), mentre la superficie è ricoperta da ghiandole. Dimensione delle foglie inferiori: larghezza 2 – 3 mm; lunghezza 10 – 25 mm. 

### Infiorescenza
Le infiorescenze, simili come aspetto a racemi composti e terminali, sono formate da (falsi) verticillastri ravvicinati di 2 - 3 (raramente di più) fiori all'ascelle delle foglie più o meno normali. Le foglie della parte inferiore dell'infiorescenza sono un po' più lunghe. I fiori sono brevemente peduncolati. Alla base del calice è presente una bratteolina.

### Fiore
I fiori sono ermafroditi, zigomorfi, tetrameri (4-ciclici), ossia con quattro verticilli (calice – corolla – androceo – gineceo) e pentameri (5-meri: la corolla e il calice - il perianzio - sono a 5 parti).
- Formula fiorale. Per la famiglia di queste piante viene indicata la seguente formula fiorale:

X, K (5), [C (2+3), A 2+2] G (2), (supero), 4 nucule
- Calice: il calice del fiore è del tipo gamosepalo, attinomorfo, con forme campanulate e terminate con 5 denti subulati lunghi più o meno metà tubo. La superficie del calice, pubescente, è percorsa da una decina (fino a 13) di nervature longitudinali. Le fauci sono pelose per setole lunghe 0,5 – 1 mm.
- Corolla: la corolla, gamopetala, è a simmetria sublabiata (più o meno zigomorfa con struttura 2/3) terminante con 4 lobi patenti. Il tubo è cilindrico-campanulato diritto ed è ricoperto per metà dal calice. Il labbro superiore è retuso (bilobo) ed è piegato all'insù; il labbro inferiore ha tre lobi. I lobi sono appena smarginati e le fauci sono pelose. Il colore è bianco, porporino o rosa con punteggiature violette. Lunghezza della corolla: 6 – 12 mm (3 – 4 mm tubo; 4 – 5 mm labbro superiore; 3 mm labbro inferiore).
- Androceo: gli stami sono quattro (manca il mediano, il quinto) didinami con il paio anteriore più lungo; gli stami sono tutti fertili e sporgono spaziati dal tubo corollino. I filamenti sono glabri e più o meno paralleli o incurvati. Le antere, hanno forme ellissoidi, mentre le teche sono distinte e si presentano da divaricate a parallele e confluenti. I granuli pollinici sono del tipo tricolpato o esacolpato.
- Gineceo: l'ovario è supero formato da due carpelli saldati (ovario bicarpellare) ed è 4-loculare per la presenza di falsi setti divisori all'interno dei due carpelli. L'ovario è glabro. La placentazione è assile. Gli ovuli sono 4 (uno per ogni presunto loculo), hanno un tegumento e sono tenuinucellati (con la nocella, stadio primordiale dell'ovulo, ridotta a poche cellule).[15] Lo stilo (caduco) inserito alla base dell'ovario (stilo ginobasico) è del tipo filiforme e più lungo degli stami. Lo stigma è bifido con lobi subuguali. Il nettario è un disco più o meno simmetrico alla base dell'ovario ed è ricco di nettare.
- Fioritura: fiorisce nel periodo che va da luglio a settembre.

### Frutti
Il frutto è uno schizocarpo composto da 4 nucule. La forma è ovoidale, trigona (con apice arrotondato) con superficie liscia. Il colore è bruno.

## Riproduzione
- Impollinazione: l'impollinazione avviene tramite insetti tipo ditteri e imenotteri, raramente lepidotteri (impollinazione entomogama).[10][16]
- Riproduzione: la fecondazione avviene fondamentalmente tramite l'impollinazione dei fiori (vedi sopra).
- Dispersione: i semi cadendo a terra (dopo essere stati trasportati per alcuni metri dal vento – disseminazione anemocora) sono successivamente dispersi soprattutto da insetti tipo formiche (disseminazione mirmecoria). I semi hanno un'appendice oleosa (elaisomi, sostanze ricche di grassi, proteine e zuccheri) che attrae le formiche durante i loro spostamenti alla ricerca di cibo.[17]

## Tassonomia
La famiglia di appartenenza della specie (Lamiaceae), molto numerosa con circa 250 generi e quasi 7000 specie, ha il principale centro di differenziazione nel bacino del Mediterraneo e sono piante per lo più xerofile (in Brasile sono presenti anche specie arboree). Per la presenza di sostanze aromatiche, molte specie di questa famiglia sono usate in cucina come condimento, in profumeria, liquoreria e farmacia. La famiglia è suddivisa in 7 sottofamiglie: il genere Satureja è descritto nella tribù Mentheae (sottotribù Menthinae) appartenente alla sottofamiglia Nepetoideae.
Il numero cromosomico di Satureja montana è: 2n = 30.

### Variabilità
Per questa specie sono riconosciute valide le seguenti sottospecie:

#### Subsp.montana

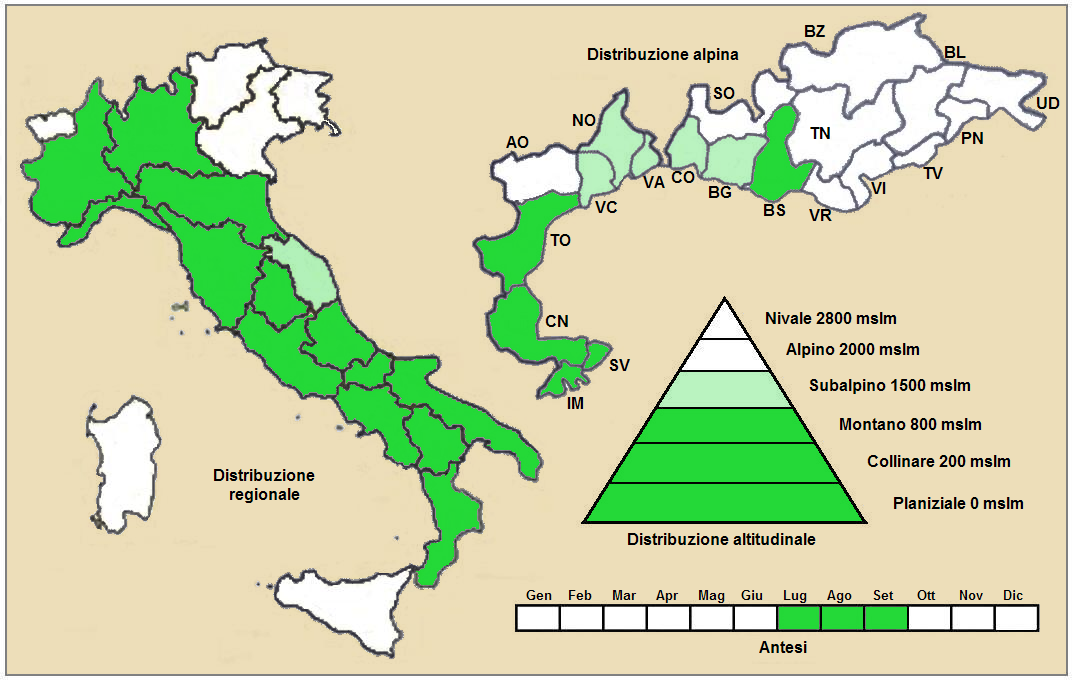
Distribuzione della pianta
(Distribuzione regionale – Distribuzione alpina)

- Nome scientifico: Satureja montana L. subsp. montana.
- Descrizione: i rami dell'infiorescenza sono lunghi al massimo 5 mm; il calice ha una forma tubulosa ed lungo 4 – 6 mm; il fiore è lungo 8 – 12 mm.[11]
- Geoelemento: il tipo corologico (area di origine) è Orofita - Mediterraneo.
- Distribuzione: in Italia è una sottospecie rara e si trova dalla Toscana fino alla Calabria. Nelle Alpi è presente nelle regioni occidentali. Fuori dall'Italia, sempre nelle Alpi, questa specie si trova in Francia (dipartimenti di Alpes-de-Haute-Provence, Hautes-Alpes, Alpes-Maritimes, Drôme e Isère). Sugli altri rilievi europei collegati alle Alpi si trova nel Massiccio del Giura, Massiccio Centrale e Pirenei.[21] Nel resto dell'Europa si trova nella Penisola Iberica e nella Penisola Balcanica.[22]
- Habitat: l'habitat tipico per questa pianta sono i prati aridi e steppici di tipo calcareo e terreni serpentini; ma anche le garighe e le macchie basse. Il substrato preferito è calcareo con pH basico, medi valori nutrizionali del terreno che deve essere arido.[21]
- Distribuzione altitudinale: sui rilievi queste piante si possono trovare fino a 1300 m s.l.m. e oltre; frequentano quindi i seguenti piani vegetazionali: collinare, montano e in parte quello subalpino (oltre a quello planiziale – a livello del mare).
- Fitosociologia: dal punto di vista fitosociologico alpino Satureja montana appartiene alla seguente comunità vegetale:[21]

- Formazione: delle comunità a emicriptofite e camefite delle praterie rase magre secche.

- Classe: Festuco-Brometea

- Ordine: Ononidetalia striatae

#### Subsp.variegata

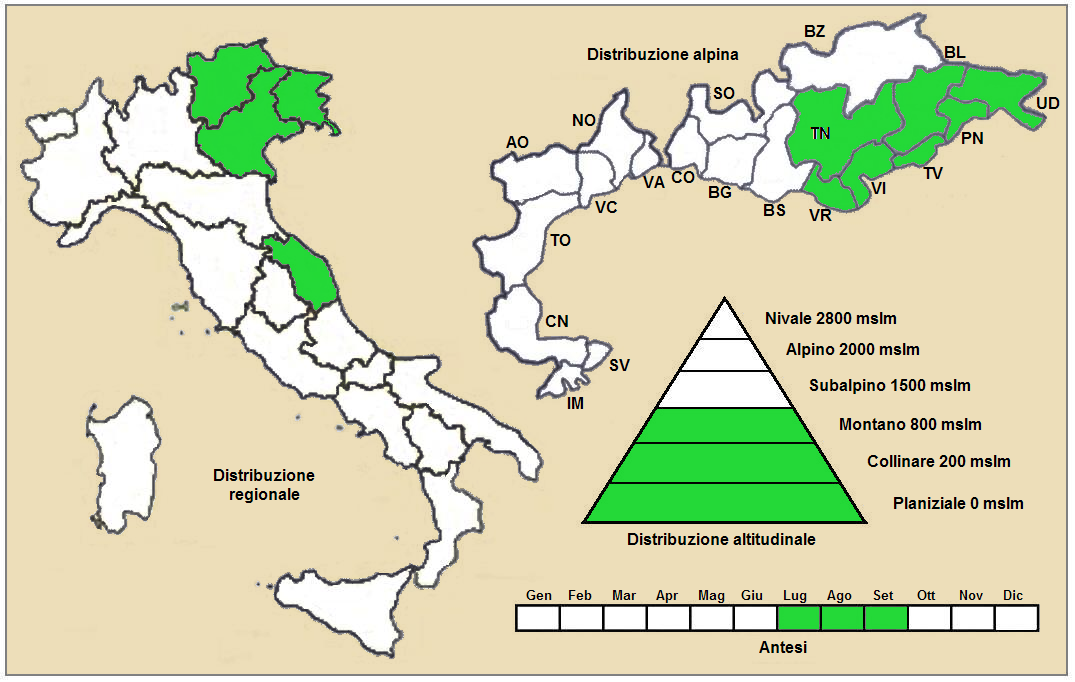
Distribuzione della pianta
(Distribuzione regionale – Distribuzione alpina)

- Nome scientifico: Satureja montana L. subsp. variegata (Host) Ball, 1972
- Basionimo: Satureja variegata Host, 1831.
- Descrizione: i rami dell'infiorescenza sono lunghi 3 – 6 mm e oltre; la forma del calice è brevemente campanulata (lunghezza del tubo: 1,5 mm), i denti del calice sono lunghi 0,8 mm e quelli superiori sono piegati all'insù; il fiore è lungo 6 – 10 mm.[11]
- Geoelemento: il tipo corologico (area di origine) è Est Alpico / Illyrico.
- Distribuzione: è una sottospecie comune nell'estremo Nord-Est dell'Italia. Si trova anche in Slovenia.[21] Nel resto dell'Europa si trova nella ex Jugoslavia.[23]
- Habitat: l'habitat tipico per questa pianta sono le praterie rase, i prati e i pascoli aridi dal piano collinare a quello montano; anche i luoghi pietrosi o a umidità variabile. Il substrato preferito è calcareo con pH basico, bassi valori nutrizionali del terreno che deve essere arido.[21]
- Distribuzione altitudinale: sui rilievi queste piante si possono trovare fino a 1300 m s.l.m.; frequentano quindi i seguenti piani vegetazionali: collinare, montano (oltre a quello planiziale – a livello del mare).
- Fitosociologia: dal punto di vista fitosociologico Satureja montana appartiene alla seguente comunità vegetale:[21]

- Formazione: delle comunità a emicriptofite e camefite delle praterie rase magre secche.

- Classe: Festuco-Brometea

- Ordine: Scorzonero-Chrysopogonetalia

#### Subsp.pisidia
- Nome scientifico: Satureja montana L. subsp. pisidia (Wettst.) Šilic, 1975
- Sinonimo: Satureja pisidia Wettst.
- Distribuzione: Penisola Balcanica (parte occidentale), Anatolia e Siria.[24]

#### Subsp.macedonica
- Nome scientifico: Satureja montana L. subsp. macedonica (Formánek) Baden, 1991
- Sinonimo: Satureja macedonica Formánek
- Distribuzione: Grecia.[25]

### Ibridi
La pianta di questa voce forma con la specie Satureja subspicata Bartl. ex Vis. il seguente ibrido:
- Satureja x karstiana Justin.

### Sinonimi
Questa entità ha avuto nel tempo diverse nomenclature. L'elenco seguente indica alcuni tra i sinonimi più frequenti:
- Clinopodium montanum (L.) Kuntze
- Micromeria montana (L.) Rchb.
- Micromeria pygmaea Rchb.
- Micromeria variegata Rchb.
- Satureja brevis Jord. & Fourr.
- Satureja ciliata Avé-Lall.
- Satureja flexuosa Jord. & Fourr.
- Satureja hyssopifolia Bertol.
- Satureja karstiana Justin
- Satureja montana var. chamaebuxus Briq.
- Satureja montana var. communis Vis.
- Satureja montana var. stenophylla Boiss.
- Satureja montana f. subquadrangula (Rohlena) Šilic
- Satureja montana var. subquadrangula Rohlena
- Satureja mucronifolia Stokes
- Satureja ovalifolia Huter, Porta & Rigo
- Satureja petraea Jord. & Fourr.
- Satureja pollinonis Huter, Porta & Rigo
- Satureja provincialis Jord. & Fourr.
- Satureja pyrenaica Jord. & Fourr.
- Satureja rigidula Jord. & Fourr.
- Satureja trifida Moench
- Saturiastrum montanum (L.) Fourr.
- Saturiastrum petraeum Fourr.
- Thymus montanus (L.) Dum.Cours.

## Usi

### Farmacia
Secondo la medicina popolare questa pianta ha le seguenti proprietà medicamentose:
- antisettica (proprietà di impedire o rallentare lo sviluppo dei microbi);
- carminativa (favorisce la fuoriuscita dei gas intestinali);
- digestiva: aiuta la digestione dei cibi;
- espettorante (favorisce l'espulsione delle secrezioni bronchiali).

### Cucina
Le parti edibili sono le foglie con le quali si può fare un infuso, trattandosi di un'erba officinale e erba medicinale; inoltre esse possono essere usate come condimento in molte ricette.
La santoreggia è bottinata dalle api; quindi è una pianta mellifera dalla quale si ricava un buon miele, che però è molto raro, poiché la pianta ha una diffusione limitata.

## Altre notizie
La santoreggia montana in altre lingue è chiamata nei seguenti modi:
- (DE)  Winter-Bohnenkraut
- (FR)  Sarriette des montagnes
- (EN)  Winter Savory